# Tuxtla
Tuxtla, oficialment Tuxtla Gutiérrez és la ciutat més gran i la capital de l'estat mexicà de Chiapas, i el centre econòmic i cultural de l'estat. Els habitants amerindis de la regió van anomenar Coyatoc la comarca on es trobaven petites aldees. Els asteques van traduir aquest nom al nàhuatl Tochtlan, que significa "lloc en què abunden els conills". Al segle xvi es funda la capital provincial de la regió. Els espanyols que s'hi van establir van castellanitzar el nom de "Tuchtla" com a "Tuxtla". En els setanta el governador Juan Sabines Gutiérrez l'estat va canviar el nom de la ciutat al seu nom actual, en honor de Joaquín Miguel Gutiérrez, antic governador de l'estat i el seu familiar. Actualment té una població estimada de 550.000 habitants.